# Тищенко, Татьяна Леонтьевна
Татья́на Лео́нтьевна Ти́щенко (в девичестве Оноприе́нко; род.  27 марта 1945, Таганрог) — советский и российский тренер по гребле на байдарках и каноэ, известна по подготовке своих детей Анатолия и Ольги Тищенко, неоднократных победителей и призёров многих международных регат. Заслуженный тренер РСФСР.

## Биография
Татьяна Оноприенко родилась 27 марта 1945 года в Таганроге, Ростовская область. Училась в средней общеобразовательной школе № 10, после окончания семи классов проходила обучение в Таганрогском металлургическом техникуме, затем работала по специальности инженером конструкторского бюро на заводе «Красный котельщик». Работу совмещала с активным занятием спортом, состояла в заводской баскетбольной команде, была кандидатом в мастера спорта по баскетболу.
Начиная с 1981 года посвятила себя тренерскому делу, вместе с мужем Анатолием Тищенко, известным гребцом, чемпионом мира и Европы по гребле на байдарке, занималась подготовкой молодых талантливых спортсменов. Многие из её учеников впоследствии добились высоких спортивных результатов, в том числе сын Анатолий Тищенко стал бронзовым призёром Олимпийских игр и многократным чемпионом мира, дочь Ольга Тищенко является чемпионкой Европы, обладательницей Кубка мира. За выдающиеся достижения, связанные с подготовкой спортсменов высочайшего класса, в 1991 году Татьяна Тищенко признана заслуженным тренером РСФСР.
В настоящее время работает старшим инструктором-методистом и тренером-преподавателем в специализированной детско-юношеской спортивной школе олимпийского резерва № 3 в городе Таганроге. Участвует в соревнованиях по гребле на байдарках и каноэ в качестве судьи республиканской категории, награждена Почётным знаком за заслуги в развитии физической культуры.